# Proxima Centauri
Proxima Centauri (în latină proxima însemnând lângă sau cea mai apropiată de) este o stea pitică roșie ce se află la o distanță de aproximativ 4,2 ani lumină (4,0×1013 km) de Terra în constelația Centaurului. A fost descoperită în 1915 de către Robert Innes, directorul Union Observatory din Africa de Sud și este steaua cea mai apropiată de Sistemul Solar, deși este prea puțin strălucitoare pentru a putea fi văzută cu ochiul liber. Distanța sa față de a doua și a treia cea mai apropiată stea de Sistemul Solar, ce formează luminosul Alfa Centauri, este de 0,237 ± 0,011 a.l. (15.000 ± 700 unități astronomice [UA]). Proxima Centauri poate face parte dintr-un sistem triplu de stele împreună cu Alfa Centauri A și B.
Din cauza apropierii acestei stele, diametrul unghiular al său poate fi măsurat în mod direct. Valoarea acestuia reprezintă o șeptime din cea a Soarelui. Masa stelei este de aproximativ opt ori mai mică decât cea a Soarelui, iar densitatea medie este de 40 de ori mai mare ca a acestuia. Deși are o medie a luminozității foarte scăzută, Proxima Centauri este o „stea eruptivă fulgurantă” (engleză: flare star) și prezintă fluctuații mari și aleatorii ale luminozității, datorate activității magnetice. Câmpul magnetic al acestei stele este creat de către convecția de pe cuprinsul corpului stelar, iar activitatea rezultantă generează un total de Raze X similar cu cel al Soarelui. Amestecul constant de combustibili din centrul stelei, prin intermediul convecției, și producția relativ scăzută de energie a stelei sugerează că Proxima Centauri va mai fi o stea de secvență-principală pentru următorii patru trilioane de ani, adică de vreo 300 de ori vârsta actuală a Universului.

## Observare

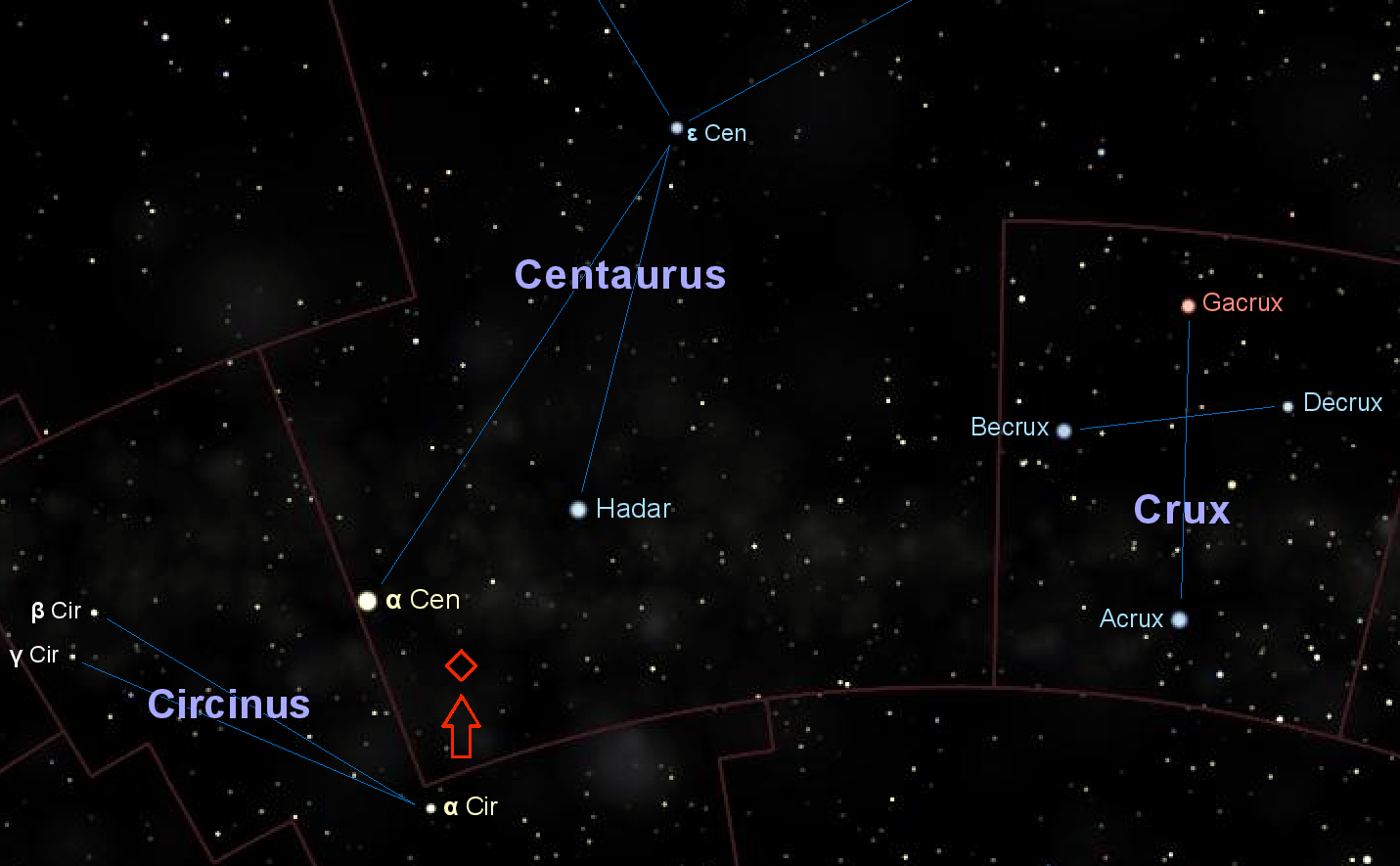
Poziția stelei Proxima Centauri

În 1915, Robert Innes, director al "Union Observatory" din Johannesburg, Africa de Sud, a descoperit o stea care părea a avea aceeași mișcare relativă cu Alfa Centauri. Acesta a dat sugestia ca steaua să fie denumită Proxima Centauri. În 1917, la Observatorul Regal de la Capul Bunei Speranțe, astronomul olandez Joan Voûte a măsurat paralaxa trigonometrică a acestei stele și a confirmat faptul că Proxima Centauri este la aceeași distanță față de Soare ca și Alpha Centauri. S-a dovedit, de asemenea, că noua stea avea cea mai slabă luminozitate dintre toate stelele cunoscute la acea vreme. Prima determinare cu acuratețe a paralaxei a fost făcută de către astronomul american Harold L. Alden, în anul 1928. Valoarea paralaxei stelei Proxima Centauri determinată de către acesta a fost de 0,783 ± 0,005″.
În 1951, astronomul american Harlow Shapley a anunțat că Proxima Centauri este o stea eruptivă fulgurantă (flare star).
Analiza înregistrărilor vechi a arătat că steaua afișa o creștere măsurabilă a magnitudinii în circa 8% din imagini, făcând Proxima Centauri cea mai activă astfel de stea dintre cele cunoscute pe atunci. Apropierea stelei față de Soare și bineînțeles față de Pământ permite observarea detaliată a activității sale eruptive. În 1980, ’’Observatorul Einstein’’ a produs o reprezentare detaliată a curbelor de energie a razelor X pentru o erupție stelară de pe Proxima Centauri. Observații ulterioare ale erupțiilor au fost făcute cu sateliții EXOSAT și ROSAT, iar emisii de raze X produse de erupții stelare mai mici au fost sesizate de către satelitul japonez ’’Advanced Satellite for Cosmology and Astrophysics’’ (ASCA) în 1995. Proxima Centauri a fost între timp subiect de studiu al majorității observatoarelor cu raze X, printre care se numără și ’’XMM-Newton’’ și ’’Observatorul de raze X Chandra’’.
Din cauza declinației sudice a sa, Proxima Centauri poate fi observată doar la latitudinile aflate la sud de paralela 27° nord. Lumina piticelor roșii, adică cea a stelelor ca Proxima Centauri, este prea slabă pentru ca un om să poată vedea steaua respectivă cu ochiul liber, de pe Terra. Chiar și văzută de pe Alpha Centauri, steaua Proxima Centauri ar fi văzută doar ca o stea de magnitudine cinci. Aceasta are o magnitudine vizuală aparentă de 11, deci este necesar un telescop cu o deschidere de cel puțin 8 cm pentru a o vedea, chiar într-o noapte cu condiții vizuale ideale (cer senin și întunecos, cu steaua aflată sensibil deasupra orizontului).

## Caracteristici
Proxima Centauri este clasificată ca o pitică roșie datorită faptului că aparține unui stadiu principal pe diagrama lui Hertzprung-Russell și aparține clasei spectrale M5.5. Ar trebui să fie, mai degrabă, clasificată ca o stea-pitică de tip M târzie. Magnitudinea vizuală absolută a acestei stele, văzută de la 10 parseci, este de 15,5. Valoare luminozității totale a lungimii de undă este de 0,17% față de cea a Soarelui, deși în lungimile de undă ale luminii vizibile față de care ochiul este cel mai sensibil, luminozitatea este de doar 0,0056% din cea a Soarelui. Mai mult de 85% din puterea radiațiilor reprezintă radiații infraroșii.

Această ilustrație reprezintă, în mod comparativ, mărimile (de la stânga la dreapta) Soarelui, α Centauri A, α Centauri B și Proxima Centauri

În 2002, studiul prin interferometria optică cu ajutorul Very Large Telescope (VLT) a găsit faptul că diametrul unghiular al stelei era de 1,02 ± 0,08 mili-arc-secunde. Datorită faptului că distanța până la Proxima Centauri este cunoscută deja, diametrul actual al stelei poate fi calculat cu aproximație, rezultatul fiind de aproape 1/7 din cel al Soarelui, sau de 1,5 mai mare ca diametrul lui Jupiter. Masa estimată a stelei este de aproximativ 12,3% din masa solară, sau de 129 ori masa planetei Jupiter. Densitatea medie a unei stele în faza principală crește odată cu descreșterea masei, iar Proxima Centauri nu face excepție; ea are o densitate de 56.800 kg/m3 (56,8 g/cm3), în timp ce Soarele are 1.409 kg/m3 (1,409 g/cm3).
Din cauza masei foarte mici, interiorul stelei este complet convectiv, determinând transmiterea energiei spre exterior prin mișcarea fizică a plasmei, mai degrabă decât prin procedeul radiativ. Din cauza acestei convecții, cenușa de heliu rămasă prin fuziunea termonucleară a hidrogenului nu se acumulează în miezul stelei, ci este recirculată. Spre deosebire de Soare, care are să ardă doar aproximativ 10% din totalul de hidrogen înainte să treacă de faza principală, Proxima Centauri își va consuma aproape tot combustibilul înainte ca fuziunea hidrogenului să ajungă la sfârșit.
Convecția este asociată cu generarea și persistența câmpului magnetic stelar. Energia magnetică din acest câmp este eliberată la suprafață prin intermediul erupțiilor stelare care cresc brusc toată luminozitatea stelei. Aceste erupții pot crește la dimensiuni de mărimea stelei însăși iar temperaturile pot ajunge la 27 milioane K  — suficient de fiebinți pentru a radia raze X. Într-adevăr, luminozitatea în raze X a acestei stele, de aproximativ (4–16) × 1026 erg/s ((4–16) × 1019 W), este aproape egală cu cea a mult mai marelui Soare. Maximul luminozității celor mai mari erupții poate ajunge la 1028 erg/s (1021 W).
Cromosfera stelei este activă, iar spectrul acesteia expune o puternică linie de emisie de magneziu mono-ionizat la o lungime de undă de 280 nm.
Aproximativ 88% din suprafața stelei este considerată a fi activă; acest procentaj este mult mai mare decât cel al soarelului, chiar și atunci cânde ne referim la vârful unei perioade de ciclu solar. Chiar și în timpul perioadelor mai calme, cânt erupțiile pot lipsi cu desăvârșire, această activitate crește temperatura coroanei solare a Proximei Centauri cu 3.5 milioane K, comparat cu temperatura de 2 milioane K a coroanei Soarelui. Totuși, nivelul acitivtății de pe toată steaua este mică în comparație cu activitatea altor stele de clasa M, care este consecventă cu vârsta estimată a stelei de 4.85 × 109 ani, deoarece este de așteptat ca nivelul de activitate al unei pitice roșie să scadă în mod constant în miliarde de ani (fapt datorată scăderii ratei de rotație a stelei). Nivelul de activitate poate varia, de asemenea, cu o perioadă de 442 zile, perioadă mai scurtă decât ciclul Soarelui de 11 zile.
Proxima Centauri are vânturi stelare relativ slabi, resulting in no more than 20% of the Sun's mass loss rate from the solar wind. Totuși, datorită faptului că steaua este mai mică decât Soarele, masa pierdută pe ficeare unitate de suprafață de pe Proxima Centauri poate fi de opt ori mai mare decât a Soarelui. 

## Diametrul Soarelui în comparație cu distanța până la Proxima Centauri
Proxima Centauri, deși este cea mai apropiată stea de Sistemul Solar, se află la 4,22 ani-lumină (3,99 x 1013 km) distanță de către Pământ (Terra), raportul dintre diametru și distanță fiind de 1 : 28.700.000. Micșorat la scară, dacă Soarele ar avea doar un centimetru în diametru, Proxima Centauri încă s-ar afla la 287 km distanță. Diametrul Soarelui este de cca 1.390.000 km.

## Sistem planetar
Căutările anterioare pentru eventuale alte corpuri ce ar orbita în jurul acestei stele nu au avut rezultate, excluzându-se astfel temporar prezența unor pitice negre sau a unor planete supermasive. Studiile de precizie ale vitezei radiale au exclus temporar, de asemenea, existența în „zona vieții” a acestei stele a unor planete mai mari și mai masive decât Pământul. Detectarea obiectelor mai mici a necesitat folosirea unor instrumente și metode noi, ca de exemplu Telescopul spațial James Webb.  Cu toate acestea, datorită apropierii stelei față de Pământ, Proxima Centauri a fost propusă ca destinație pentru viitoare călătorii inter-stelare.
Până în prezent, începând cu 2021, două planete au fost confirmate pe orbită în jurul stelei Proxima Centauri, una fiind aproape de dimensiunea Pământului și aflată în zona locuibilă (b) și alta care ar putea fi o planetă pitică gazoasă (c). Există indicii că ar exista o a treia planetă, chiar mai mică, care ar putea orbita steaua mai aproape decât celelalte două planete, însă acest lucru nu a fost confirmat încă.